# Čantavir
Čantavir (v srbské cyrilici Чантавир, maďarsky Csantavér) je obec v Srbsku, v autonomní oblasti Vojvodina. Počet obyvatel Čantaviru činil v roce 2011 6 951 obyvatel. Administrativně je součástí města Subotica.
Čantavir je typickou obcí, která vznikla v rámci kolonizace dolních Uher má pravoúhlou síť ulic. Obyvatelstvo je převážně maďarské národnosti a většinou je zaměstnáno v zemědělství. V blízkosti obce se nachází dálnice A1 a Železniční trať Bělehrad–Subotica, v nedaleké obci Žednik se nachází zastávka.
Před druhou světovou válkou mělo v blízkosti obce vzniknout opevnění, které by bylo součástí Rupnikovy linie.
Čantavirem protéká říčka Čir. Jižně přechází do obce Bačko Dušanovo.